# Joan de Calàbria
Joan de Calàbria (? -1504) Fill natural de Joan d’Anjou, duc de Lorena i de Calàbria.
Després de morir el seu pare, fou enviat a Catalunya pel seu avi Renat I, rei dels catalans revoltats contra Joan II, per fer-se càrrec de la direcció de la guerra com a lloctinent general seu (1471). Però les nombroses defeccions del seu bàndol i la manca de l’ajut francès que esperaven no li permeteren de contenir l’ofensiva desencadenada per Joan II. La capitulació de Pedralbes del 1472 li assegurà un salconduit.